# الن اشتاینهاور
الن اشتاینهاور (انگلیسی: Olen Steinhauer؛ زادهٔ ۲۱ ژوئن ۱۹۷۰) رمان‌نویس اهل ایالات متحده آمریکا است.
وی همچنین برندهٔ جوایزی همچون برنامه فولبرایت شده‌است.